# Euagrus guatemalensis
Euagrus guatemalensis är en spindelart som beskrevs av F. O. Pickard-Cambridge 1897. Euagrus guatemalensis ingår i släktet Euagrus och familjen Dipluridae.
Artens utbredningsområde är Guatemala. Inga underarter finns listade i Catalogue of Life.